# Alberto Ruiz-Gallardón
Alberto Ruiz-Gallardón Jiménez (ur. 11 grudnia 1958 w Madrycie) – hiszpański polityk i prawnik, prezydent Wspólnoty Madrytu (1995–2003), burmistrz Madrytu (2003–2011), następnie do 2014 minister sprawiedliwości.

## Życiorys
Ojciec Alberta Ruiza-Gallardóna − José María Ruiz-Gallardón − był członkiem władz krajowych federacyjnego Sojuszu Ludowego, nauczycielem akademickim i posłem do Kongresu Deputowanych. Alberto Ruiz-Gallardón ukończył szkołę średnią prowadzoną przez jezuitów w Madrycie − Nuestra Señora del Recuerdo. Następnie studiował prawo w Colegio Mayor San Pablo CEU Uniwersytetu Complutense w Madrycie. Poślubił Maríę del Mar Utrera, córkę José Utrera Moliny, ministra w rządzie Francisco Franco. Ma czterech synów (Alberta, José, Ignacia i Rodriga). W wieku 23 lat uzyskał uprawnienia prokuratora, podejmując praktykę w tym zawodzie.
W 1977 wstąpił do Sojuszu Ludowego, przekształconego w 1989 w jednolitą Partię Ludową. W 1986 zasiadał w komitecie wykonawczym partii, współtworząc statut swojego ugrupowania. Trzy lata wcześniej uzyskał mandat radnego Madrytu. W 1987 został pełniącym obowiązki sekretarza generalnego, a następnie wiceprezesem partii. W tym samym roku wybrano go najpierw do parlamentu regionalnego w Madrycie, następnie uzyskał mandat członka hiszpańskiego Senatu. W 1988 po konflikcie we władzach AP zrezygnował z partyjnych stanowisk, po powołaniu rok później PP został ponownie członkiem jej naczelnej egzekutywy. W 1993 obronił mandat senatora, dwa lata później został wybrany na prezydenta Wspólnoty Madrytu. Urząd ten sprawował przez dwie kadencje. W 2003 zachęcony przez premiera José Aznara z powodzeniem ubiegał się o urząd burmistrza Madrytu. Reelekcję uzyskiwał w 2007 i w 2011.
W 2011 uzyskał mandat posła do Kongresu Deputowanych. Zrezygnował z urzędu burmistrza w związku z nominacją na stanowisko ministra sprawiedliwości w rządzie, na czele którego stanął Mariano Rajoy. Zakończył urzędowanie w 2014.